# 贝尔兰 (默兹省)
贝尔兰（法語：Belrain，法語發音：[bɛlʁɛ̃]）是法国默兹省的一个市镇，属于科梅尔西区。

## 地理
贝尔兰（48°51'48"N, 5°18'25"E）面积8.31 平方千米，位于法国大東部大區默兹省，该省份为法国西北部内陆省份，北与比利时接壤，西接马恩省和阿登省，南至上马恩省和孚日省，东临默尔特-摩泽尔省。
与贝尔兰接壤的市镇（或旧市镇、城区）包括：埃里兹拉布吕莱、艾尔河畔尼塞、赖瓦勒、维尔德旺贝尔兰、艾尔河畔维洛特。

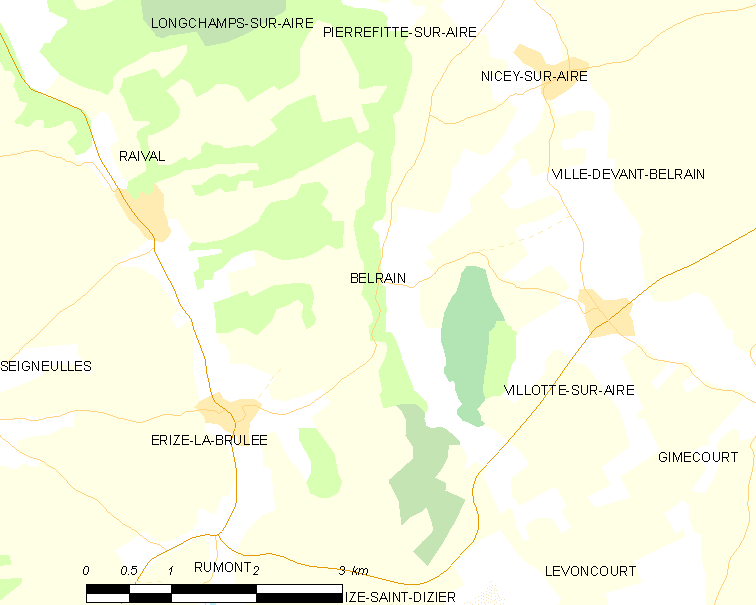
的OSM定位图

贝尔兰的时区为UTC+01:00、UTC+02:00（夏令时）。

## 行政
贝尔兰的邮政编码为55260，INSEE市镇编码为55044。

## 政治
贝尔兰所属的省级选区为默兹河畔迪约县。

## 人口

1962-2008年间人口变化图示

贝尔兰于2022年1月1日时的人口数量为38人。